# Капуні (газоконденсатне родовище)
Капуні — газоконденсатне родовище біля узбережжя Нової Зеландії. Станом на 2016 рік друге за розмірами в історії цієї країни.

## Загальна інформація
Відкрите у 1959 році Капуні стало першим газовим родовищем Нової Зеландії. Воно розташоване у підніжжя гори Таранакі біля містечка Капонга, за 65 км південніше від Нью-Плімута. 
В 1962—1963 роках пробурили ще три розвідувальні свердловини. 
Поклади вуглеводнів знаходяться на глибині 3400-3800 метрів у відкладеннях формації Мангахева (середній та пізній еоцен). Колектори — пісковики та сланці.
Газ родовища містить 44 % діоксиду вуглецю.

## Розробка
Високий вміст діоксиду вуглецю затримав запуск родовища в експлуатацію до кінця десятиліття. У підсумку розробка Капуні, яку здійснював консорціум у складі Shell, BP та новозеландської Todd Energy, розпочалась 1969-го. На початку 1990-х років BP продала свою частку іншим учасникам, кожен з яких тепер володів 50 % проекту. 
У ході розробки станом на кінець 2011 року споруджено 18 свердловин, продукція яких надходить на газопереробний завод  Капуні.
Ще в середині 1970-х видобуток на Капуні досяг піку з показником 1,9 млрд м³ на рік. Проте після введення в дію у 1979 році гігантського родовища Мауї виробництво Капуні знизили до 0,5 млрд м³ на рік, використовуючи частину газу для закачування назад у резервуар. Цей сайклінг-процес дозволяв підвищити рівень вилучення конденсату. Через природне виснаження покладу у 2001 році закачування газу довелось припинити, при цьому у 2011 році видобуток становив трохи менше від 0,7 млрд м³. Всього з початку розробки по 2011 рік тут добули 35 млрд м³ газу та 64 млн барелів конденсату.
У 21 столітті на родовищі провадяться роботи по підтримці видобутку шляхом проведення операцій з гідророзриву пласта та закачування води в пласт для підтримки тиску. Також у 2012 році планувалось спорудження перших трьох свердловин для розробки покладів вуглеводнів у сланцевих породах.